# Junquillal
Junquillal ist eine Ortschaft und eine Parroquia rural („ländliches Kirchspiel“) im Kanton Salitre der ecuadorianischen Provinz Guayas. Die Parroquia besitzt eine Fläche von 97,1 km². Die Einwohnerzahl lag im Jahr 2010 bei 13.304. Die Parroquia Junquillal wurde am 26. August 1992 gegründet.

## Lage
Die Parroquia Junquillal liegt im Tiefland nördlich von Guayaquil. Das Areal wird im Westen vom Río Pula, im Norden vom Río Bobo sowie im Nordosten vom Río Mastrantales begrenzt. Der 10 m hoch gelegene Hauptort Junquillal befindet sich am Ostufer des Río Pula, 14 km nordnordwestlich des Kantonshauptortes El Salitre sowie 50 km nördlich der Provinzhauptstadt Guayaquil.
Die Parroquia Junquillal grenzt im Norden und im Nordosten an die Provinz Los Ríos mit der Parroquia Antonio Sotomayor (Kanton Vinces), im Osten an die Parroquia General Cornelio Vernaza, im Süden an die Parroquia El Salitre, im Südwesten an die Parroquia El Laurel (Kanton Daule), im Westen an den Kanton Santa Lucía sowie im Nordwesten an den Kanton Palestina.